# 세계 럭비 연맹
세계 럭비 연맹(World Rugby, WR)은 럭비 종목을 총괄하는 국제 스포츠 행정 기구이다. 1884년에 잉글랜드와 스코틀랜드 간의 경기에서 사고가 생기자 이를 해결하기 위해 1886년에 결성되었다. 규칙 제정과 홍보 등을 주 업무로 하며 각종 국제 대회 등을 주관한다. 조직은 총회, 집행위원회, 지역본부, 보조위원회로 이루어져 있으며 총회는 2년마다 열린다.

## 회원국

세계 럭비 연맹 회원국 현황
정회원국
준회원국

| 국가                                                              | 협회                            | 코드 | 대륙       | 설립   | 가맹   | 비고     |
| ----------------------------------------------------------------- | ------------------------------- | ---- | ---------- | ------ | ------ | -------- |
| 가나                                                              | 가나 럭비 연맹                  | GHA  | 아프리카   |        | 2004년 |          |
| 가이아나                                                          | 가나 럭비 연맹                  | GUY  | 북아메리카 |        | 1995년 |          |
| 과테말라                                                          | 과테말라 럭비 연맹              | GUA  | 남아메리카 |        | 2016년 | 준회원국 |
| 괌                                                                | 괌 럭비 연맹                    | GUM  | 아시아     |        | 1988년 |          |
| 나미비아                                                          | 나미비아 럭비 연맹              | NAM  | 아프리카   |        | 1990년 |          |
| 나이지리아                                                        | 나이지리아 럭비 연맹            | NGR  | 아프리카   |        | 2001년 |          |
| 남아프리카 공화국                                                 | 남아프리카 럭비 연맹            | RSA  | 아프리카   |        | 1949년 |          |
| 네덜란드                                                          | 네덜란드 럭비 연맹              | NED  | 유럽       |        | 1988년 |          |
| 네팔                                                              | 네팔 럭비 협회                  | NEP  | 아시아     |        | 2020년 | 준회원국 |
| 노르웨이                                                          | 노르웨이 럭비 연맹              | NOR  | 유럽       |        | 1993년 |          |
| 뉴질랜드                                                          | 뉴질랜드 럭비 연맹              | NZL  | 오세아니아 |        | 1949년 |          |
| 니우에                                                            | 니우에 럭비 연맹                |      | 오세아니아 |        | 1999년 |          |
| 대한민국                                                          | 대한럭비협회                    | KOR  | 아시아     | 1946년 | 1988년 |          |
| 덴마크                                                            | 덴마크 럭비 연맹                | DEN  | 유럽       |        | 1988년 |          |
| 독일                                                              | 독일 럭비 연맹                  | GER  | 유럽       |        | 1988년 |          |
| 라오스                                                            | 라오 럭비 연맹                  | LAO  | 아시아     |        | 2004년 |          |
| 라트비아                                                          | 라트비아 럭비 연맹              | LAT  | 유럽       |        | 1991년 |          |
| 러시아                                                            | 러시아 럭비 연맹                | RUS  | 유럽       |        | 1990년 |          |
| 레바논                                                            | 레바논 럭비 연맹                | LBN  | 아시아     |        | 2018년 | 준회원국 |
| 레소토                                                            | 레소토 럭비 연맹                | LES  | 아프리카   |        | 2022년 | 준회원국 |
| 루마니아                                                          | 루마니아 럭비 연맹              | ROU  | 유럽       |        | 1987년 |          |
| 룩셈부르크                                                        | 룩셈부르크 럭비 연맹            | LUX  | 유럽       |        | 1991년 |          |
| 르완다                                                            | 르완다 럭비 연맹                | RWA  | 아프리카   |        | 2004년 |          |
| 리투아니아                                                        | 리투아니아 럭비 연맹            | LTU  | 유럽       |        | 1992년 |          |
| 마다가스카르                                                      | 마다가스카르 럭비 연맹          | MAD  | 유럽       |        | 1998년 |          |
| 말리                                                              | 말리 럭비 연맹                  | MLI  | 아프리카   |        | 2004년 | 준회원국 |
| 멕시코                                                            | 멕시코 럭비 연맹                | MEX  | 북아메리카 |        | 2006년 |          |
| 모나코                                                            | 모나코 럭비 연맹                | MON  | 유럽       |        | 1998년 |          |
| 모리셔스                                                          | 모리셔스 럭비 연맹              | MRI  | 아프리카   |        | 2009년 |          |
| 몰도바                                                            | 몰도바 국가 럭비 체육 연맹      | MDA  | 유럽       |        | 1994년 |          |
| 몰타                                                              | 몰타 럭비 연맹                  | MLT  | 유럽       |        | 2000년 |          |
| 몽골                                                              | 몽골 럭비 연맹                  | MGL  | 아시아     |        | 2004년 | 준회원국 |
| 모로코                                                            | 모로코 왕립 럭비 연맹           | MAR  | 아프리카   |        | 1988년 |          |
| 미국                                                              | 미국 럭비 연맹                  | USA  | 북아메리카 |        | 1987년 |          |
| 바누아투                                                          | 바누아투 럭비 연맹              | VAN  | 오세아니아 |        | 1999년 |          |
| 바베이도스                                                        | 바베이도스 럭비 연맹            | BAR  | 북아메리카 |        | 1995년 |          |
| 바하마                                                            | 바하마 럭비 연맹                | BAH  | 북아메리카 |        | 1994년 |          |
| 버뮤다                                                            | 버뮤다 럭비 연맹                | BER  | 남아메리카 |        | 1992년 |          |
| 베네수엘라                                                        | 베네수엘라 럭비 연맹            | VEN  | 남아메리카 |        | 1998년 |          |
| 벨기에                                                            | 벨기에 럭비 연맹                | BEL  | 유럽       |        | 1998년 |          |
| 보스니아 헤르체고비나                                             | 보스니아 헤르체고비나 럭비 연맹 | BIH  | 유럽       |        | 1996년 |          |
| 보츠와나                                                          | 보츠와나 럭비 연맹              | BOT  | 아프리카   |        | 1994년 |          |
| 부르키나파소                                                      | 부르키나파소 럭비 연맹          | BUR  | 아프리카   |        | 2018년 |          |
| 부룬디                                                            | 부룬디 럭비 연맹                | BDI  | 아프리카   |        | 2004년 |          |
| 불가리아                                                          | 불가리아 럭비 연맹              | BUL  | 유럽       |        | 1992년 |          |
| 브라질                                                            | 브라질 럭비 연맹                | BRA  | 남아메리카 |        | 1995년 |          |
| 브루나이                                                          | 브루나이 럭비 연맹              | BRU  | 아시아     |        | 2013년 | 준회원국 |
| 사모아                                                            | 사모아 럭비 연맹                | SAM  | 오세아니아 |        | 1988년 |          |
| 세네갈                                                            | 세네갈 럭비 연맹                | SEN  | 아프리카   |        | 1999년 |          |
| 세르비아                                                          | 세르비아 럭비 연맹              | SRB  | 유럽       |        | 1999년 |          |
| 세인트루시아                                                      | 세인트루시아 럭비 연맹          | LCA  | 북아메리카 |        | 1996년 |          |
| 세인트빈센트 그레나딘                                             | 세인트빈센트 그레나딘 럭비 연맹 | VIN  | 북아메리카 |        | 2000년 |          |
| 솔로몬 제도                                                       | 솔로몬 제도 럭비 연맹           | SOL  | 오세아니아 |        | 1999년 |          |
| 스리랑카                                                          | 스리랑카 럭비 연맹              | SRI  | 아시아     |        | 1886년 |          |
| 스웨덴                                                            | 스웨덴 럭비 연맹                | SWE  | 유럽       |        | 1988년 |          |
| 스위스                                                            | 스위스 럭비 연맹                | SUI  | 유럽       |        | 1988년 |          |
| 스코틀랜드                                                        | 스코틀랜드 럭비 연맹            |      | 유럽       |        | 1886년 |          |
| 스페인                                                            | 스페인 럭비 연맹                | ESP  | 유럽       |        | 1988년 |          |
| 슬로바키아                                                        | 슬로바키아 럭비 연맹            | SVK  | 유럽       |        | 2016년 | 준회원국 |
| 슬로베니아                                                        | 슬로베니아 럭비 연맹            | SLO  | 유럽       |        | 2016년 |          |
| 싱가포르                                                          | 싱가포르 럭비 연맹              | SGP  | 아시아     |        | 1989년 |          |
| 아랍에미리트                                                      | 아랍에미리트 럭비 연맹          | UAE  | 아시아     |        | 2012년 |          |
| 아르헨티나                                                        | 아르헨티나 럭비 연맹            | ARG  | 남아메리카 |        | 1987년 |          |
| 아메리칸사모아                                                    | 아메리칸사모아 럭비 연맹        | ASA  | 오세아니아 |        | 2012년 |          |
| [[파일:{{{국기그림-럭비}}}\|22x20px\|border \|아일랜드]] 아일랜드 | 아일랜드 럭비 연맹              | IRL  | 유럽       |        | 1886년 |          |
| 아제르바이잔                                                      | 아제르바이잔 럭비 연맹          | AZE  | 유럽       |        | 2004년 | 준회원국 |
| 안도라                                                            | 안도라 럭비 연맹                | AND  | 유럽       |        | 1991년 |          |
| 알제리                                                            | 알제리 럭비 연맹                | ALG  | 아프리카   |        |        |          |
| 에스와티니                                                        | 에스와티니 럭비 연맹            | SWZ  | 아프리카   |        | 1998년 |          |
| 영국령 버진아일랜드                                               | 영국령 버진아일랜드 럭비 연맹   | IVB  | 북아메리카 |        | 2001년 | 준회원국 |
| 오스트레일리아                                                    | 오스트레일리아 럭비 연맹        | AUS  | 오세아니아 |        | 1949년 |          |
| 오스트리아                                                        | 오스트리아 럭비 협회            | AUT  | 유럽       |        | 1992년 |          |
| 요르단                                                            | 요르단 럭비 위원회              | JOR  | 아시아     |        | 2020년 | 준회원국 |
| 우간다                                                            | 우간다 럭비 연맹                | UGA  | 아프리카   |        | 1997년 |          |
| 우루과이                                                          | 우루과이 럭비 연맹              | URU  | 남아메리카 |        | 1989년 |          |
| 우즈베키스탄                                                      | 우즈베키스탄 럭비 연맹          | UZB  | 아시아     |        | 2004년 |          |
| 우크라이나                                                        | 우크라이나 럭비 연맹            | UKR  | 유럽       |        | 1992년 |          |
| 웨일스                                                            | 웨일스 럭비 연맹                |      | 유럽       |        | 1886년 |          |
| 이란                                                              | 이란 럭비 연맹                  | IRI  | 아시아     |        | 2010년 |          |
| 이스라엘                                                          | 이스라엘 럭비 연맹              | ISR  | 유럽       |        | 1988년 |          |
| 이탈리아                                                          | 이탈리아 럭비 연맹              | ITA  | 유럽       |        | 1987년 |          |
| 인도                                                              | 인도 럭비 연맹                  | IND  | 아시아     |        | 1999년 |          |
| 인도네시아                                                        | 인도네시아 럭비 연맹            | INA  | 아시아     |        | 2013년 |          |
| 일본                                                              | 일본 럭비 협회                  | JPN  | 아시아     |        | 1987년 |          |
| 잉글랜드                                                          | 잉글랜드 럭비 연맹              |      | 유럽       | 1871년 | 1890년 |          |
| 자메이카                                                          | 자메이카 럭비 연맹              | JAM  | 북아메리카 |        | 1996년 |          |
| 잠비아                                                            | 잠비아 럭비 연맹                | ZAM  | 아프리카   |        | 1995년 |          |
| 조지아                                                            | 조지아 럭비 연맹                | GEO  | 유럽       |        | 1992년 |          |
| 중화 타이베이                                                     | 중화민국 럭비 협회              | TPE  | 아시아     |        | 1988년 |          |
| 중화인민공화국                                                    | 중국 럭비 협회                  | CHN  | 아시아     |        | 1997년 |          |
| 짐바브웨                                                          | 짐바브웨 럭비 연맹              | ZIM  | 아프리카   |        | 1987년 |          |
| 체코                                                              | 체코 럭비 연맹                  | CZE  | 유럽       |        | 1988년 |          |
| 칠레                                                              | 칠레 럭비 연맹                  | CHI  | 남아메리카 |        | 1991년 |          |
| 카메룬                                                            | 카메룬 럭비 연맹                | CMR  | 아프리카   |        | 1999년 |          |
| 카자흐스탄                                                        | 카자흐스탄 럭비 연맹            | KAZ  | 아시아     |        | 1997년 |          |
| 카타르                                                            | 카타르 럭비 연맹                | QAT  | 아시아     |        | 2020년 | 준회원국 |
| 캐나다                                                            | 캐나다 럭비 연맹                | CAN  | 북아메리카 |        | 1987년 |          |
| 케냐                                                              | 케냐 럭비 연맹                  | KEN  | 아프리카   |        | 1990년 |          |
| 케이맨 제도                                                       | 케이맨 럭비 연맹                | CAY  | 북아메리카 |        | 1997년 |          |
| 코스타리카                                                        | 코스타리카 럭비 연맹            | CRC  | 남아메리카 |        | 2014년 |          |
| 코트디부아르                                                      | 코트디부아르 럭비 연맹          | CIV  | 아프리카   |        | 1988년 |          |
| 콜롬비아                                                          | 콜롬비아 럭비 연맹              | COL  | 남아메리카 |        | 1999년 |          |
| 쿡 제도                                                           | 쿡 제도 럭비 연맹               | COK  | 오세아니아 |        | 1995년 |          |
| 크로아티아                                                        | 크로아티아 럭비 연맹            | CRO  | 유럽       |        | 1992년 |          |
| 키르기스스탄                                                      | 키르기스스탄 럭비 연맹          | KGZ  | 아시아     |        | 2004년 | 준회원국 |
| 키프로스                                                          | 키프로스 럭비 연맹              | CYP  | 유럽       |        | 2014년 | 준회원국 |
| 탄자니아                                                          | 탄자니아 럭비 연맹              | TAN  | 아프리카   |        | 2004년 | 준회원국 |
| 태국                                                              | 태국 럭비 연맹                  | THA  | 아시아     |        | 1989년 |          |
| 토고                                                              | 토고 럭비 연맹                  | TOG  | 아프리카   |        | 2004년 | 준회원국 |
| 통가                                                              | 통가 럭비 연맹                  | TGA  | 오세아니아 |        | 1987년 |          |
| 튀니지                                                            | 투니지 럭비 연맹                | TUN  | 아프리카   |        | 1988년 |          |
| 튀르키예                                                          | 튀르키예 럭비 연맹              | TUR  | 유럽       |        | 2020년 | 준회원국 |
| 트리니다드 토바고                                                 | 트리니다드 토바고 럭비 연맹     | TTO  | 북아메리카 |        | 1992년 |          |
| 파나마                                                            | 파나마 럭비 연맹                | PAN  | 남아메리카 |        | 2020년 | 준회원국 |
| 파라과이                                                          | 파라과이 럭비 연맹              | PAR  | 남아메리카 |        | 1989년 |          |
| 파키스탄                                                          | 파키스탄 럭비 연맹              | PAK  | 아시아     |        | 2008년 |          |
| 파푸아뉴기니                                                      | 파푸아뉴기니 럭비 연맹          | PNG  | 오세아니아 |        | 1993년 |          |
| 페루                                                              | 페루 럭비 연맹                  | PER  | 남아메리카 |        | 1989년 |          |
| 포르투갈                                                          | 포르투갈 럭비 연맹              | POR  | 유럽       |        | 1988년 |          |
| 폴란드                                                            | 폴란드 럭비 연맹                | POL  | 유럽       |        | 1988년 |          |
| 필리핀                                                            | 필리핀 럭비 연맹                | PHI  | 아시아     |        | 2008년 |          |
| 프랑스                                                            | 프랑스 럭비 연맹                | FRA  | 유럽       |        | 1978년 |          |
| 피지                                                              | 피지 럭비 연맹                  | FIJ  | 오세아니아 |        | 1987년 |          |
| 핀란드                                                            | 핀란드 럭비 연맹                | FIN  | 유럽       |        | 2001년 |          |
| 헝가리                                                            | 헝가리 럭비 연맹                | HUN  | 유럽       |        | 1991년 |          |
| 홍콩                                                              | 홍콩 럭비 연맹                  | HKG  | 아시아     |        | 1988년 |          |

## 참고 문헌
- “MEMBERSHIP”. 세계 럭비 연맹.
- “세게 럭비 연맹”. 국제 협회 연합.
- “세계 럭비 연맹”. 국제 경기 연맹 총연합회.

## 같이 보기
- 럭비
- 럭비 유니언